# مقاولات المناظر الطبيعية

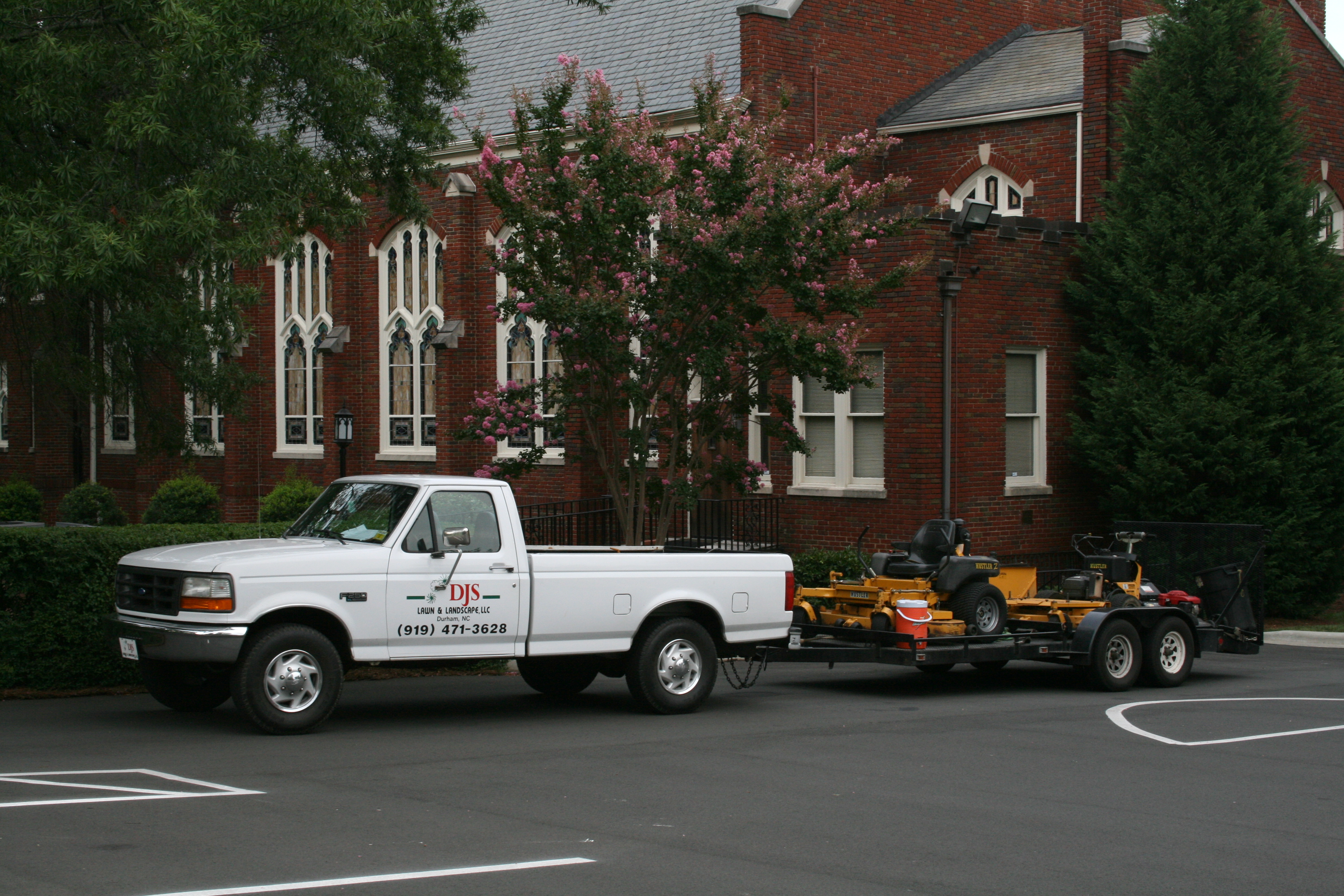
يستخدم مقاولو المناظر الطبيعية العديد من الأدوات والآلات لبناء حديقة، بما في ذلك المعدات الكبيرة.

مقاولات المناظر الطبيعية هي مهنة تنطوي على فن وتكنولوجيا تخطيط مشاريع المناظر الطبيعية والحدائق، وإدارة البناء والمناظر الطبيعية، والصيانة والبستنة؛ لجماليات الحدائق، والتمتع البشري والسلامة، واستدامة مجتمع نباتات النظم البيئية.

## مهنة
التعاقد في مجال المناظر الطبيعية هو مهنة مرخصة في العديد من الولايات القضائية في الولايات المتحدة، مع متطلبات متفاوتة، ولكن بما في ذلك مزيج من التعليم الرسمي وخبرة العمل أو التلمذة الصناعية لفترة زمنية معينة، والاختبار الفني، ونشر السندات، وتقديم التجديدات الدورية. تقدم جمعيات مقاولات المناظر الطبيعية التعليم المستمر وشهادات المهارات المتخصصة والاعتراف بالإنجازات المهنية البارزة.

## تعليم
تم تقديم درجة البكالوريوس في العلوم في مقاولات المناظر الطبيعية والإدارة لأول مرة من قبل جامعة ولاية ميسيسيبي في قسم هندسة المناظر الطبيعية، وبدأت مؤخرًا في تقديمها كمتخصص أكاديمي لمدة أربع سنوات في عدد من الكليات والجامعات في الولايات المتحدة، بما في ذلك جامعة ولاية بنسلفانيا، جامعة ولاية أوكلاهوما، وجامعة ماساتشوستس في أمهرست، درجات التعاقد على المناظر الطبيعية معتمدة من قبل شبكة الأراضي المهنية.

## تعاون
يعمل مقاولو المناظر الطبيعية بالتعاون مع العملاء، ومصممي المناظر الطبيعية، ومهندسي المناظر الطبيعية، ومصممي الحدائق، والمهندسين المعماريين، والمقاولين العامين، والحرفيين، ومهن البناء المتخصصة، ومزارعي مشاتل النباتات، ومفتشي المباني البلدية، ومخازن الإمدادات التجارية والمصنعين.